# Richard Jones (economista)
Richard Jones (1790, Tunbridge Wells - 20 de enero de 1855, Hertford Heath) fue un economista inglés y reverendo anglicano que criticó los postulados de David Ricardo y Thomas Malthus sobre la renta económica y el crecimiento de la población. Fue profesor en King´s College de Londres en sustitución de Senior.
En 1831 publicó su Essay on the Distribution of Wealth and on the Sources of Taxation, su trabajo más importante, en el que criticó los postulados ricardianos.
Junto a Charles Babbage, Adolphe Quetelet, William Whewell y Thomas Malthus, Jones fue instrumental en la creación de la Statistical Society of London, que devendría la Royal Statistical Society, en 1834.

## Principales publicaciones
- An Essay on the Distribution of Wealth and on the Sources of Taxation London, John Murray, 1831. Reprinted, Kessinger (2008). ISBN 1437000177
- An Introductory Lecture on Political Economy, London, John Murray, 1833.
- Literary remains, consisting of lectures and tracts on political economy of the late Rev. Richard Jones, ed. William Whewell.  London : John Murray, 1859.